# Кастаніа (Пенсільванія)
Кастаніа (англ. Castanea) — переписна місцевість (CDP) в США, в окрузі Клінтон штату Пенсільванія. Населення — 1047 осіб (2020).

## Географія
Кастаніа розташована за координатами 41°7′0″ пн. ш. 77°25′34″ зх. д. / 41.11667° пн. ш. 77.42611° зх. д. (41.116581, -77.426205).  За даними Бюро перепису населення США в 2010 році переписна місцевість мала площу 3,60 км², з яких 3,53 км² — суходіл та 0,07 км² — водойми.

## Демографія
Згідно з переписом 2010 року, у переписній місцевості мешкало 1125 осіб у 501 домогосподарстві у складі 333 родин. Густота населення становила 312 осіб/км².  Було 522 помешкання (145/км²).
Расовий склад населення:
| - 98,0 % — білих - 0,3 % — азіатів - 0,2 % — чорних або афроамериканців - 0,1 % — корінних американців |

До двох чи більше рас належало 1,2 %. Частка іспаномовних становила 0,4 % від усіх жителів.
За віковим діапазоном населення розподілялося таким чином: 18,3 % — особи молодші 18 років, 64,5 % — особи у віці 18—64 років, 17,2 % — особи у віці 65 років та старші. Медіана віку мешканця становила 43,9 року. На 100 осіб жіночої статі у переписній місцевості припадало 102,0 чоловіків;  на 100 жінок у віці від 18 років та старших — 99,3 чоловіків також старших 18 років.
Середній дохід на одне домашнє господарство  становив 55 824 долари США (медіана — 40 536), а середній дохід на одну сім'ю — 66 216 доларів (медіана — 52 159). Медіана доходів становила 43 036 доларів для чоловіків та 31 289 доларів для жінок. За межею бідності перебувало 12,0 % осіб, у тому числі 21,5 % дітей у віці до 18 років та 3,6 % осіб у віці 65 років та старших.
Цивільне працевлаштоване населення становило 603 особи. Основні галузі зайнятості: освіта, охорона здоров'я та соціальна допомога — 29,5 %, виробництво — 20,9 %, мистецтво, розваги та відпочинок — 12,4 %, роздрібна торгівля — 9,6 %.